# Manejo de recursos hídricos en Uruguay

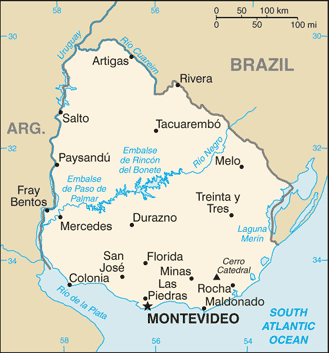
Mapa de Uruguay.

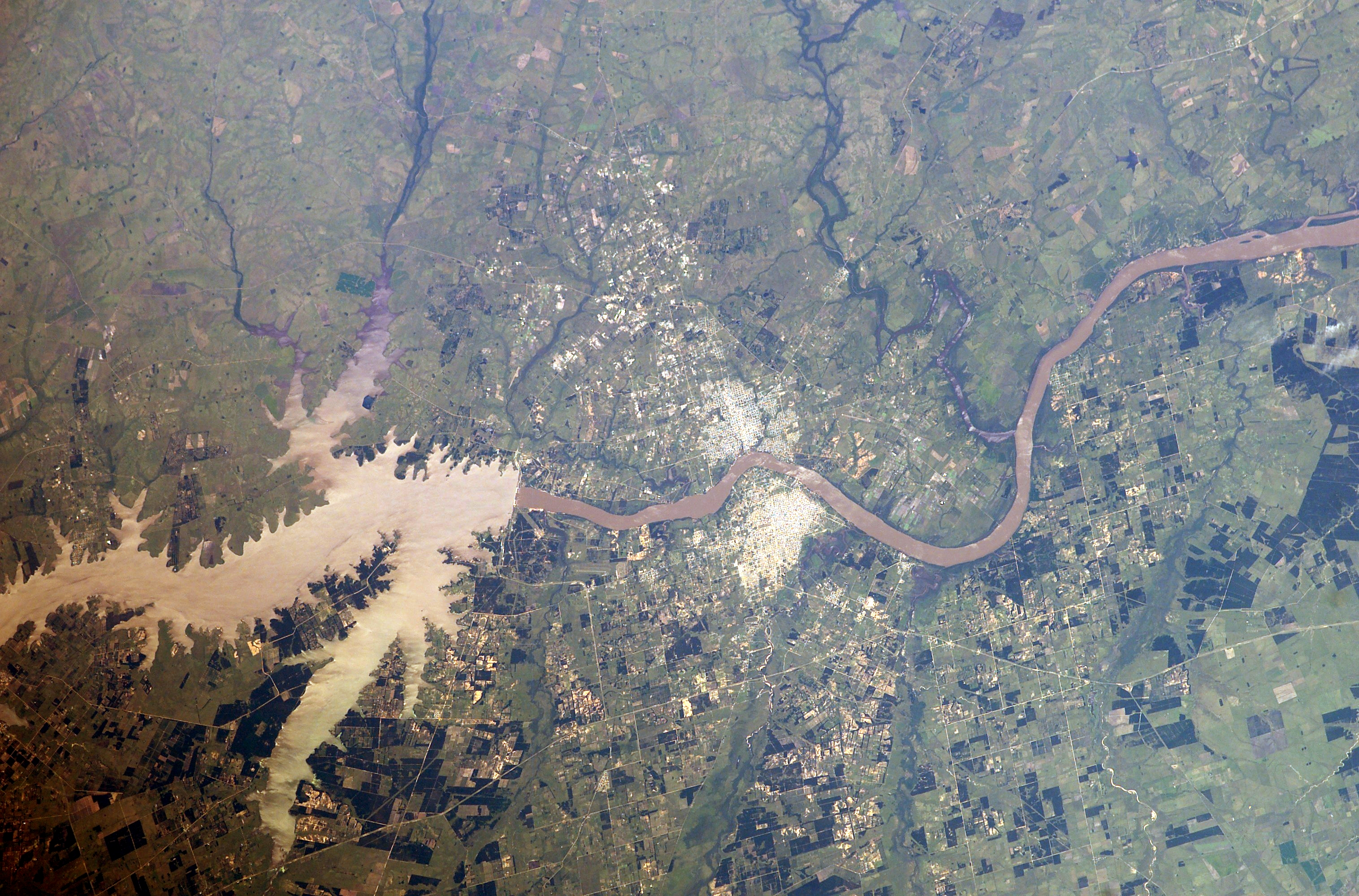
Vista de satélite de la represa de Salto Grande, sobre el río Uruguay.

Los sistemas de manejo de recursos hídricos en Uruguay han estado influidos por la idea general de que el agua es un recurso abundante en el país. Las precipitaciones medias anuales son de 1.182 mm, lo cual representa una contribución de 210 km³ anuales por todo su territorio. En 2002, los recursos hídricos renovables per cápita fueron de 41.065 metros cúbicos, por encima de la media mundial de 8.467 m³ en 2006. Uruguay también comparte una de las mayores reservas de agua subterránea del mundo, el acuífero Guaraní, con Brasil, Argentina y Paraguay. El acuífero Guaraní cubre 1.200.000 kilómetros cuadrados y tiene una capacidad de almacenamiento de 40.000 km³.
El marco institucional para el manejo de los recursos hídricos se compone de organismos gubernamentales sectoriales en el ámbito nacional y regional. El Código de Aguas, decreto n.º 14.859 de 1978, establece el marco legal para el manejo de los recursos hídricos en Uruguay, y está complementado con leyes sectoriales en materia de agricultura, uso industrial del agua, producción energética y abastecimiento de agua y saneamiento.

## Base de recursos hídricos

### Recursos hídricos superficiales y subterráneos
Uruguay tiene seis grandes cuencas, el río Uruguay, el Río de la Plata, el Atlántico, el lago Merín, el río Negro y el río Santa Lucía. Todas las cuencas de Uruguay excepto Santa Lucía comparten agua con otros países como Brasil y Argentina. El agua superficial representa el suministro de agua principal para uso de riego (87%), doméstico (11%) e industrial (2%). El riego es el principal uso del agua de las cuencas, excepto en el río Santa Lucía (uso doméstico) y el Río de la Plata (uso industrial).
Los recursos hídricos subterráneos abastecen a algunos asentamientos urbanos pequeños y sistemas de riego a pequeña y mediana escala del interior. Las reservas de agua subterránea más importantes de Uruguay en términos de capacidad son los acuíferos Guaraní y Raigón. El acuífero Guaraní es una de las mayores reservas de agua subterránea del mundo: cubre 1.200.000 km² a lo largo de [Brasil], Argentina, Paraguay y Uruguay. El acuífero Guaraní tiene una capacidad de almacenamiento de 40.000 kilómetros cúbicos. Con un índice de recarga anual estimado en 160 y 250 km³ y más de 40 km³ disponibles para el consumo, el acuífero Guaraní podría abastecer 300 litros diarios de agua per cápita a 360 millones de personas. (Véase video) 
Cuencas fluviales en Uruguay
| Nombre de la cuenca | Superficie (km²) |
| ------------------- | ---------------- |
| Río Uruguay         | 45.750           |
| Río de la Plata     | 12.400           |
| Océano Atlántico    | 8.600            |
| Laguna Merín        | 28.700           |
| Río Negro 70.714\|  |                  |
| Río Santa Lucía     | 13.250           |

Fuente: Ministerio de Vivienda, Ordenamiento Territorial y Medio Ambiente

### Capacidad de almacenamiento
Según la Organización para la Agricultura y la Alimentación, el río Uruguay y el río Negro tienen la mayor concentración de grandes represas de Uruguay, destinadas principalmente a generar energía hidroeléctrica, con una capacidad de almacenamiento de 17,3 km³. Entre las grandes represas de Uruguay se incluyen:
- la represa de Salto Grande, sobre el río Uruguay situada en la frontera con Argentina, inaugurada en 1979, cuenta con una planta de generación eléctrica de 1.890 MW y una capacidad de almacenamiento de 5 km³
- la represa de Rincón del Bonete, ubicada sobre el río Negro e inaugurada en 1945, cuenta con una planta de generación eléctrica de 160 MW y una capacidad de almacenamiento de 8,8 km³
- la represa de Baygorria, situada sobre el río Negro e inaugurada en 1960, cuenta con una planta de generación eléctrica de 108 MW y una capacidad de almacenamiento de 0,6 km³
- la represa de Palmar, situada sobre el río Negro e inaugurada en 1980, cuenta con una planta de generación eléctrica de 333 MW y una capacidad de almacenamiento de 2,85 km³

Otras represas medianas para fines industriales y de riego se encuentran sobre el río Santa Lucía (represa de Canelón Grande), Departamento de Rocha (represa de India Muerta) y Minas de Corrales. Además, hay muchos pequeños estanques privados por todo el país, destinados principalmente al riego, que cuentan con una capacidad estimada de almacenamiento de 1,4 km³.

## Calidad del agua
El Ministerio de Vivienda, Ordenamiento Territorial y Medio Ambiente (MVOTMA) considera que la calidad del agua en Uruguay está descendiendo lentamente debido a la descarga de efluentes sin tratar de industrias y ciudades, así como la escorrentía agrícola. Además, el uso no controlado del agua subterránea puede conducir a la contaminación o la sobreexplotación de los acuíferos. En los departamentos de Canelones y Maldonado, la sobreexplotación ha provocado la intrusión de agua de mar en los acuíferos costeros y la contaminación bacteriana.

## Manejo de los recursos hídricos por sector

### Agua potable y saneamiento
Uruguay es el único país de América Latina que ha alcanzado una cobertura de acceso casi universal de abastecimiento de agua potable seguro y saneamiento adecuado (para obtener información sobre el acceso al agua, véase, y sobre el acceso al saneamiento, véase). La calidad del servicio de agua se considera buena y prácticamente todas las localidades de Uruguay reciben agua desinfectada de forma continuada. El 70% de las aguas residuales recolectadas por el servicio público nacional fue tratado. Dados estos logros, la prioridad del gobierno es mejorar la eficiencia de los servicios y expandir el acceso al saneamiento, según corresponda, en las zonas que tengan implementado el saneamiento in situ.
Cobertura de agua y saneamiento en Uruguay (2004)
|            |                   | Urban (93% of the population) | Rural (7% of the population) | Total |
| ---------- | ----------------- | ----------------------------- | ---------------------------- | ----- |
| Water      | Broad definition  | 100%                          | 100%                         | 100%  |
| Water      | House connections | 97%                           | 84%                          | 96%   |
| Sanitation | Broad definition  | 100%                          | 99%                          | 100%  |
| Sanitation | Sewerage          | 81%                           | 42%                          | 78%   |

Fuente: OMS/UNICEF Programa conjunto de seguimiento (JMP/2006). Datos sobre el agua y el saneamiento basados en la Encuesta Mundial de Salud de la OMS (2003).

## Riego y drenaje
Uruguay cuenta con aproximadamente 181.000 hectáreas (ha) equipadas para riego o cerca del 12,8% del total de 1.412.000 ha de superficie agrícola. El sector privado ha sido el principal inversor en infraestructura de riego en Uruguay. El sector público ha contribuido en algunos proyectos de riego como Canelón Grande (1.100 ha), Colonia España (815 ha), Chingolo, Tomás Berreta (360 ha), Corrales (3.500 ha), Aguas Blancas (125 ha) e India Muerta. Desde 1996, el Programa de Manejo de Recursos Naturales y Desarrollo del Riego (PRENADER) ha promovido técnicas de riego y ha construido varias infraestructuras hidráulicas como pequeñas presas y sistemas de bombeo de agua subterránea destinados al abastecimiento de agua para riego.

### Energía hidroeléctrica
El sector eléctrico en Uruguay cuenta con una fuerte participación del sector público. Según los datos de 2002, el suministro de energía está dominado por la generación hidroeléctrica (51%), seguida por el petróleo crudo (34%), la madera (11%), la biomasa (3%) y el gas natural (1%). Tres plantas hidroeléctricas sobre el río Negro y una planta binacional compartida con Argentina en el río Uruguay generan la mayor parte de la energía hidroeléctrica de Uruguay (véase arriba, bajo la sección de almacenamiento de agua para consultar una lista de presas). La posibilidad de construir nuevas plantas está limitada por las características geográficas de Uruguay.

### Ecosistemas acuáticos
Los ecosistemas acuáticos, especialmente los recursos ictícolas, contribuyen al crecimiento económico de Uruguay. En 2003, la pesca representó el 0,3% del PIB, el 4,6% de las exportaciones totales (o 100 millones US$) y empleó directamente a 2.000 trabajadores e indirectamente a más de 11.000. La mayor parte de la pesca uruguaya proviene del Río de la Plata y del Océano Atlántico. De acuerdo con el MVOTMA, la mayoría de las especies de peces capturados para las exportaciones se encuentra cerca de la pesca máxima sostenible.
Los países vecinos están implementando un proyecto de protección medioambiental y manejo sostenible junto con la Organización de los Estados Americanos y el Banco Mundial. (Véase video)

## Marco legal e institucional

### Marco legal
El Código de Aguas, decreto n.º 14.859 de 1978, establece el marco legal para el manejo de los recursos hídricos en Uruguay. El Código de Aguas concede la titularidad exclusiva y responsabilidades de manejo de los recursos hídricos superficiales y subterráneos a los gobiernos nacional y municipal, incluido el establecimiento de cánones de agua. Sin embargo, el Código de Aguas mantiene los derechos de propiedad del agua de los propietarios privados emitidos antes de la aprobación del mismo, si éstos formularon correctamente el registro. El Gobierno de Uruguay concede derechos de uso del agua mediante concesiones o permisos basándose en la cantidad, el fin último y el interés general relacionado con el uso del agua.
El Código de Aguas no es una parte integral de la legislación. Las leyes sectoriales establecen disposiciones específicas para la producción agrícola, industrial y energética, así como el abastecimiento de agua y el saneamiento, lo que completa el marco legal para el manejo de recursos hídricos en Uruguay. 

### Marco institucional
La Autoridad Nacional del Agua de Uruguay es la rama ejecutiva del Gobierno de Uruguay, junto con el Ministerio de Transporte y Obras Públicas (MTOP) y el MVOTMA. El poder ejecutivo del Gobierno de Uruguay es responsable del diseño y la implementación de la política nacional sobre el manejo de los recursos hídricos, la concesión de derechos de uso del agua, la fijación de prioridades para el uso del agua por regiones o cuencas, según la cual el agua potable tiene la prioridad principal, el establecimiento de cánones de agua y el desarrollo del Código de Aguas mediante regulación. De acuerdo con el Código de Aguas, el estado debe promover el estudio, la preservación y uso sostenible integrado del agua.
El MTOP, a través de su Dirección Nacional de Hidrografía, se encarga de la puesta en marcha de la red de agua, la ejecución de las obras hidráulicas y el manejo de los sistemas de riego. El MTOP, a través de su división hidráulica, también participa en el procesamiento de licencias y concesiones, así como en la puesta en marcha del Banco Nacional de Datos Hidrológicos.
El MVOTMA, a través de su Dirección Nacional de Medio Ambiente (DINAMA), es responsable de la supervisión de la calidad del agua, además de la protección de los recursos hídricos contra la degradación medioambiental. El MVOTMA también está a cargo de la supervisión del desarrollo de infraestructuras frente a las salvaguardias medioambientales uruguayas, así como de la concesión de derechos de contaminación. 
La Dirección Nacional de Minería y Geología realiza estudios de viabilidad para la exploración de agua subterránea y mide la cantidad y la calidad del agua subterránea. La división del suelo y el agua de la Dirección General de Recursos Naturales Renovables se encarga del manejo del agua y el suelo para la agricultura de regadío a través de la supervisión de la calidad del agua y el control de la erosión y la degradación de la tierra. Por último, la empresa nacional de aguas y saneamiento (Obras Sanitarias del Estado, OSE) se responsabiliza del abastecimiento de agua y el saneamiento en todo Uruguay excepto en el departamento de Montevideo, que es responsabilidad del intendente.

### Estrategia del gobierno
En 1978, el Código de Aguas designó al Gobierno de Uruguay como responsable del diseño y la implementación de una política nacional de recursos hídricos. Sin embargo, en 2008 el gobierno sigue discutiendo junto con los interesados públicos y privados los detalles de la política nacional. Según la Universidad de La República, “a pesar de la existencia de un documento regulador como el Código de Aguas, así como de regulaciones y programas, no existe un contexto organizativo definido ni líneas de acción establecidas por una política nacional sobre el agua”.

## Aspectos económicos

### Precio del agua
El Código de Aguas de 1978 incorporó el concepto de canon de agua para el uso de agua pública (art. 3). La posterior legislación en materia de riego reiteró el principio del pago de agua en Uruguay. Sin embargo, el Gobierno de Uruguay aún no ha establecido una metodología para determinar los cánones para los distintos usuarios, de modo que la extracción de agua del medio ambiente sigue siendo gratuita. El reconocimiento del agua como un bien económico se considera una buena práctica en el ámbito internacional y forma parte de la Declaración de Dublín sobre el Manejo Integrado de los Recursos Hídricos.

### Cooperación externa
El Banco Mundial ha colaborado con el Gobierno de Uruguay en varios proyectos relacionados con el manejo de recursos hídricos. En el contexto del Programa de Manejo de Recursos Naturales y Desarrollo del Riego, se formuló y se implementó una estrategia de manejo del suelo y del agua para aumentar, diversificar y mantener la producción agrícola y las exportaciones de los agricultores individuales. Como resultado del proyecto, más de 2400 agricultores realizaron inversiones para aumentar en casi el 20% de la superficie de regadío del país (desde 35.000 hectáreas hasta un total de 190.000 hectáreas), donde la tierra destinada al cultivo de arroz de riego representa casi el 77% del total. A pesar del hecho de que los arrozales de riego aún tienen una importancia relativamente alta, el proyecto apoyó de forma decisiva la diversificación. La expansión de los arrozales de riego (19.000 hectáreas) financiada por el proyecto se relacionó casi por completo con la expansión de los sistemas ganaderos, un proceso por el cual los cultivos de arroz de riego y forraje se integraron en el empleo de la rotación de cultivos de pastos del suelo. Además, la expansión de la superficie de regadío para la producción de frutas y verduras apoyada por el proyecto (16.000 hectáreas) supuso un aumento de más del 100% en relación con la superficie inicial donde crecían estos productos, lo que contribuyó al crecimiento considerable de la producción de cultivos de alto valor y las exportaciones no tradicionales.
También, la primera fase del Proyecto de Modernización y Rehabilitación de los Sistemas de OSE fue apoyada por un préstamo de 27 millones US$ aprobado en junio de 2000. La OSE logró implementar y diseminar con éxito un sistema de referencia interno que comparaba el rendimiento del servicio público de abastecimiento de agua en 21 ciudades basándose en ocho indicadores de calidad del servicio. Además, la primera fase ayudó a mejorar la cobertura de saneamiento en otras 12 ciudades del interior expandiendo, de acuerdo con la demanda, los sistemas de saneamiento. Por último, se construyeron tres nuevas plantas de tratamiento de aguas residuales en las ciudades de Minas, Treinta y Tres y Durazno, que cuentan con una capacidad total para abastecer a 60.000 usuarios.
El Banco Interamericano de Desarrollo ha aprobado recientemente un servicio de asesoría para diseñar una empresa pública mixta que proporcione servicios de drenaje de aguas pluviales a Ciudad de la Costa. El BID apoyó sólidamente varios proyectos de abastecimiento de agua y saneamiento durante los años 90. Algunos de estos esfuerzos fueron la creación de un Programa Nacional de Saneamiento, un Programa de Recuperación Urbana y saneamiento para Montevideo y las zonas metropolitanas.

## El conflicto por la planta de celulosa con Argentina
El Conflicto entre Argentina y Uruguay por plantas de celulosa es un conflicto que aún se mantiene entre ciudadanos privados, organizaciones y los gobiernos de estos dos países de América del Sur debido a la construcción de dos plantas de celulosa en el río Uruguay. La parte argentina del conflicto está preocupada por el impacto medioambiental y social de los subproductos de la celulosa, así como por la ausencia de consulta previa del Gobierno de Uruguay de acuerdo con lo establecido en el tratado sobre distribución de aguas internacionales firmado por ambos países. Uruguay, por el otro lado, reclama que se informó a Argentina sobre los proyectos, que el tratado no requiere la aprobación de Argentina para implementarse y que la tecnología utilizada en las plantas no contaminaría el río.
Como conflicto diplomático, económico y de relaciones públicas entre ambas partes, la disputa también ha afectado al turismo y al transporte, así como a las relaciones entre los dos países, fuera de esto, son cordiales. La contienda no tiene precedentes entre los dos países, los cuales han mantenido relaciones históricas y culturales.

## Posibles impactos del cambio climático
El segundo comunicado de Uruguay en la CMNUCC incluye y evalúa la vulnerabilidad de los recursos hídricos a los posibles efectos del cambio climático. en el análisis, que forma parte de Programa Nacional de Medidas Generales de Mitigación y Adaptación al Cambio Climático (PMEGEMA), en el que se afirma que es posible que las cuencas fluviales con alta demanda de recursos hídricos e infraestructura hidráulica limitada sean los sistemas más afectados por el cambio climático. Estos efectos empeorarán debido a la falta de un sistema de manejo de recursos hídricos eficiente e integrado a lo largo del país. Además, de acuerdo con las situaciones climáticas del segundo comunicado, se muestra que “probablemente se producirá un aumento de la demanda de agua frente al suministro, pero esta relación está lejos de comprometer los recursos hídricos de Uruguay, excepto en la cuenca de la laguna Merín, donde se ha hecho hincapié en el balance de agua actual”.
Es posible que la magnitud y la frecuencia de las inundaciones aumenten debido al incremento de precipitaciones y al cambio de uso de la tierra, especialmente alrededor de las zonas urbanas. La recarga de agua subterránea también se verá afectada por el cambio en las precipitaciones, aunque no se prevé que sea mucho menor. Sin embargo, el MVOTMA espera un aumento en el uso del agua subterránea en el futuro debido a un aumento de la demanda de agua para fines de riego e industriales. El incremento de demanda podría aumentar la presión sobre los sistemas ya indicados como el acuífero de Raigón y las zonas del sur que necesitan sistemas integrados de manejo del agua subterránea.